# Brian Hansen
Brian Hansen (Evanston, 3 september 1990) is een Amerikaans langebaanschaatser. Zijn specialisatie ligt bij het allrounden, vooral op de middellange afstanden 1500 meter en 3000 meter.

## Biografie
Hansen begon zijn sportieve loopbaan als ijshockeyer, maar stapte op 10-jarige leeftijd over op het schaatsen bij de Northbrook Speed Skating Club waar hij met Mitchell Whitmore onder de hoede kwam van Nancy Swider-Peltz.
Bij de kwalificatiewedstrijden van het continent Noord-Amerika/Oceanië bereikte hij een zesde positie, wat net genoeg was voor een startplaats voor het WK Allround van 2009. Hij werd daarop ook geselecteerd voor het WK door de Amerikaanse bondscoach Bart Veldkamp en eindigde op de zestiende plaats. Op het WK junioren 2009 eindigde hij op derde plaats in het allroundklassement en veroverde zilver op de 5000 meter. Hij verbeterde op 4 december 2009 in Calgary het wereldrecord voor junioren op de 1500 meter met ruim een seconde en bracht het op 1.44,52. Hij verbeterde een dag later zijn persoonlijke record op de 5000 meter en bracht het op 6.23,44. Op 11 december 2009 verbeterde hij in Salt Lake City het wereldrecord voor junioren opnieuw en bracht het op 1.44,45. Tijdens de Winterspelen in Vancouver behaalde hij in de ploegenachtervolging de zilveren medaille.

## Records

### Persoonlijke records
| Afstand      | Tijd     | Datum            | Baan           |
| ------------ | -------- | ---------------- | -------------- |
| 500 meter    | 34,87    | 28 december 2013 | Salt Lake City |
| 1000 meter   | 1.07,03  | 16 november 2013 | Salt Lake City |
| 1500 meter   | 1.42,16  | 15 november 2013 | Salt Lake City |
| 3000 meter   | 3.41,21  | 7 oktober 2017   | Salt Lake City |
| 5000 meter   | 6.17,84  | 10 november 2013 | Calgary        |
| 10.000 meter | 13.19,60 | 18 maart 2017    | Calgary        |

### Wereldrecords
| Nr.  | Afstand               | Tijd    | Datum            | Baan           |
| ---- | --------------------- | ------- | ---------------- | -------------- |
| jr1. | 1500 meter (junioren) | 1.44,52 | 4 december 2009  | Calgary        |
| jr2. | 1500 meter (junioren) | 1.44,45 | 11 december 2009 | Salt Lake City |

## Resultaten
| Jaar | CK N-Amerika | WK Allround            | WK Afstanden                                      | Olympische Spelen                                    | WK Junioren                                                                    |
| ---- | ------------ | ---------------------- | ------------------------------------------------- | ---------------------------------------------------- | ------------------------------------------------------------------------------ |
| 2008 |              |                        |                                                   |                                                      | 6e · (5e, 10e, 5e, 9e) · Achtervolging                                         |
| 2009 | 6e           | 16e (7e, 19e, 16e, nc) | 18e 5000m · Achtervolging                         |                                                      | · (, 4e, 4e, ) · 7e 1000 m · 6e 1500 m · 4e 3000 m · 5000 m · 4e Achtervolging |
| 2010 |              |                        |                                                   | 18e 1500m · achtervolging                            | · (, ) · 1000 m · 1500 m · 5000 m · 4e Achtervolging                           |
| 2011 | Zilver       | 6e · (, 9e, , 9e)      | Dq 500m 13e 5000m                                 |                                                      |                                                                                |
| 2012 |              |                        | 14e 1000m · 17e 1500m · 18e 5000m · Achtervolging |                                                      |                                                                                |
| 2013 |              |                        | 9e 1000m 4e 1500m                                 |                                                      |                                                                                |
| 2014 |              |                        |                                                   | DNS2 500m 9e 1000m 7e 1500m 7e achtervolging         |                                                                                |
|      |              |                        |                                                   |                                                      |                                                                                |
| 2017 |              |                        | 18e 1500m                                         |                                                      |                                                                                |
| 2018 |              |                        |                                                   | 18e 1000m 15e 1500m HF10 massastart 8e achtervolging |                                                                                |

HF10 = 10e in halve finale

### Medaillespiegel
| Kampioenschap     | Goud | Zilver | Brons |
| ----------------- | ---- | ------ | ----- |
| CK N-Amerika      | 0    | 1      | 0     |
| WK Afstanden      | 0    | 1      | 1     |
| Olympische Spelen | 0    | 1      | 0     |
| WK Junioren       | 2    | 3      | 2     |